# Fang Lizhi
Dans ce nom, le nom de famille, Fang, précède le nom personnel.
Fang Lizhi (pinyin : Fāng Lìzhī), né le 12 février 1936 à Pékin et mort en exil aux États-Unis le 6 avril 2012, est un dissident et astrophysicien chinois, membre du bureau et coprésident de Human Rights in China.

## Biographie
De 1946 à 1952, Fang Lizhi est élève de l'école secondaire no 4 de Pékin. Admis à l'université de Pékin, il y étudie entre 1952 et 1956. Il est recruté en 1955 par le Parti communiste chinois et participe au congrès de la ligue de la jeunesse présidé par Hu Qili. Il obtient un siège à l'institut de recherche moderne en physique de l'académie chinoise des sciences. En 1957 la publication d'un article critiquant la position marxiste sur la physique lui vaut d'être exclu publiquement du parti.
En 1966, au début de la révolution culturelle, il est astreint à résidence pour une année puis envoyé dans une ferme pour être rééduqué par le travail puis en 1970 dans les mines de charbon de Huainan, à l'instar de tous les professeurs et les étudiants de l'université de sciences et technologie de Chine à Hefei (capitale de la province du Anhui) où il était alors chargé d'enseignement. Durant cette période où il est isolé de la communauté scientifique internationale, ses travaux se tournent vers l'astronomie, la cosmologie et l'astrophysique.
Il est réhabilité après la mort de Mao Zedong et la chute de la bande des Quatre en 1976.
Professeur d'astrophysique, ayant voyagé à l'étranger, il est vice-recteur de l'université de sciences et technologie de Chine lors des manifestations étudiantes de décembre 1986 et de janvier 1987. Il a ensuite été exclu de son poste universitaire le 12 janvier 1987 puis de nouveau exclu du Parti communiste chinois par la commission disciplinaire du parti de la province de Anhui, le 17 janvier 1987.

Pendant les manifestations de la place Tian'anmen, Fang et son épouse, Li Shuxian, ont reçu l'asile de l'ambassade américaine à Pékin, le 5 juin 1989. Il reçut à cette occasion le Prix Robert F. Kennedy des droits de l'homme. Après avoir obtenu l'autorisation officielle de quitter la Chine, ils ont été conduits au Royaume-Uni, le 25 juin 1990, par un avion C-135 de l'U.S. Air Force. 
En septembre 1991 à l'université Columbia à New York, il prononce un discours lors d'une conférence sur la question du Tibet, un des premiers dialogues entre Chinois et Tibétains organisé par Robert A. F. Thurman à laquelle assista le 14e dalaï-lama que Fang Lizhi a rencontré à plusieurs occasions, comme il l'indiqua dans son discours. Fang Lizhi devint également conseiller d'International Campaign for Tibet

### Carrière universitaire
Après un passage à l'université de Cambridge en 1990 en tant que professeur-invité à la Royal Society, où il collabora avec le physicien Stephen Hawking, Fang Lizhi intégra ensuite en 1992 l'Institute for Advanced Study de l'université de Princeton en tant que directeur-invité. En 1992, il devint enfin professeur de physique et d'astronomie à l'université d'Arizona à Tucson. Fang Lizhi a contribué à de nombreux travaux sur l'univers : la réionisation, son évolution ou bien les amas de galaxies.

## Distinction
En 1991, il reçoit le Prix de la liberté (en), conjointement avec sa compatriote  Li Shuxian, dernière épouse de l'empereur Puyi.